# 碘化钆
碘化钆是一种钆的碘化物，化学式为GdI3。

## 制备
碘化钆可由氧化钆和氢碘酸反应，结晶出水合物。水合物和碘化铵加热，得到无水物。
Gd2O3 + 6 HI → 2 GdI3 + 3 H2O

## 反应
它和钆、锌在氩气气氛中加热至850 °C反应，可以得到Gd7I12Zn。它和钆、碳、氮化钆在897 °C钽管中反应，得到氮碳化物Gd4I6CN。

## 拓展阅读
- Asprey, L. B.; Keenan, T. K.; Kruse, F. H. Preparation and crystal data for lanthanide and actinide triiodides. Inorg. Chem., 1964. 3 (8): 1137-1240